# Captain Basheer
Captain Basheer Aldukhun Belal (ur. 1 czerwca 1994) – sudański piłkarz grający na pozycji defensywnego pomocnika. Od 2018 jest zawodnikiem klubu Alamal SC Atbara.

## Kariera klubowa
Swoją karierę piłkarską Basheer rozpoczął w klubie Al-Nasr Omdurman, w którym zadebiutował w 2013 roku. W latach 2015–2018 grał w Al-Nesoor SC, a w 2018 przeszedł do Alamal SC Atbara.

## Kariera reprezentacyjna
W reprezentacji Sudanu Basheer zadebiutował 2 stycznia 2022 w zremisowanym 0:0 towarzyskim meczu z Zimbabwe, rozegranym w Jaunde. W 2022 roku został powołany do kadry na Puchar Narodów Afryki 2021. Na tym turnieju nie rozegrał żadnego meczu.